# 町田松三
町田 松三（まちだ まつぞう、 1968〜1969年頃 - ）は日本のゲームクリエイター、シナリオライター、小説家。株式会社スタジオ ワイルドローズ、株式会社ユキカゼ代表。
以前は板倉 松三（いたくら まつぞう）の名義で活動。小説家としては一町田 松三（いっちょうだ まつぞう）の名義も用いる。

## 略歴
スクウェアにてグラフィッカーとして活動。開発事業部を渡り歩きながら背景を中心に手がける。
菊田裕樹が独立するにあたり、共に退社しサクノスへ。菊田が監督・脚本を務めた『クーデルカ』ではアートディレクターとして活躍。菊田退社後はディレクターとして作品全体を監督し、『クーデルカ』の世界観を受け継いだ間接的続編『シャドウハーツ』を手掛ける。
その後スタッフ一丸でノーチラスへ移籍し、取締役開発本部長を務める。『シャドウハーツII』までディレクター職を務めるも、『シャドウハーツ・フロム・ザ・ニューワールド』では体調不良によりコンセプト提供のみ担当している。それとは別に『シャドウハーツIII』を構想していたが、続編企画は三度も中止となって実現しなかった。
2011年、『ファーゼライ!』や『シャドウハーツ』のキャラクターデザイナーを務めた加藤美也子と共にサイト「Ash & WildRose. 灰と野バラ」を開設。自身が執筆し、加藤が挿絵を担当した小説の公開、Kindle化を行う。
2018年、株式会社スタジオ ワイルドローズを立ち上げる。
2022年、『シャドウハーツ』の精神的続編となる『ペニーブラッド』の開発プロジェクトを発表した。『ワイルドアームズ』の精神的続編『アームドファンタジア』と2作品同時のクラウドファンディング「ダブルキックスターターキャンペーン」を実施し、約3億7900万円という目標の4倍近い開発資金の調達に成功した。

## 人物・作風
子供の頃から空想が好きであり、神話、童話、怪談、伝統、風習、神事、妖怪、オカルトなど好んでいた。幼少期には寝る前にいつも母に物語を読んでほしいと頼んでいたという。やがてこれらの物語の由来となる出来事を研究するうちに歴史に興味を持つようになる。
特に影響を受けたものとして、永井豪の漫画、藤川桂介の脚本、そして母が聞かせてくれた物語を挙げている。
「ただ遊んで楽しかったねというだけじゃなく、プレイした人の心になにかを残すものじゃないと作る意味がない」というモットーを掲げ、『シャドウハーツ』シリーズではハードな世界観とシリアスな物語を構築している一方、その中にギャグを盛り込んだ「愛と涙とお笑いのRPG」という独特の作風を作り上げている。町田自身は「世界観がハードだからそのぶんギャグの要素を入れたくなる」「ずっとシリアスなストーリーだけだと、遊んでいる人も救いがなくなる」と語っており、この「愛と涙とお笑い」というキャッチコピーは『圧巻のグリモアール』『スイッチ』と言った小説作品にも用いられている。
金子彰史には「エンディングがすごくいいんですよね。本当に素晴らしく物語を落着させているのに、その後にまた、ちゃんとシリーズが連綿とつながっていくのがたまらない。町田作品には追いかけるという醍醐味もありますから」と評されている。
『クロノ・トリガー』と『サガ フロンティア』の開発室には「いたくら　まつぞー」と名乗って登場している。

## ゲーム

### 板倉松三名義
- クロノ・トリガー（1995年、スーパーファミコン） - フィールドグラフィック
- ファイナルファンタジーVII（1997年、PlayStation） - 背景デザイン
- サガ フロンティア（1997年、PlayStation） - グラフィック
- ゼノギアス（1998年、PlayStation） - メカニカルCGモデリング
- クーデルカ（1999年、PlayStation） - アートディレクション
- ファーゼライ!（1999年、ネオジオポケット） - ディレクション、シナリオ
- シャドウハーツ（2001年、PlayStation 2） - ディレクション、シナリオ

### 町田松三名義
- シャドウハーツII（2004年、PlayStation 2） - ディレクション、シナリオ
- シャドウハーツ・フロム・ザ・ニューワールド（2005年、PlayStation 2） - ストーリーコンセプト
- NINETY-NINE NIGHTS II（2010年、Xbox 360） - シナリオ
- アームズハート（2010年、PlayStation Portable）- 監督
- ペニーブラッド（2025年予定、PlayStation 5、Xbox Series X/S、Windows） - 総監督、脚本

## 小説
全てAmazon Kindleで発売。

### 町田松三名義
- 圧巻のグリモアール
  1. 蒸気伯爵と暗黒の竜 上巻（2014年1月2日）
  2. 蒸気伯爵と暗黒の竜 下巻（2013年12月17日）
  3. 遊撃姫と皆殺しの獣（2013年12月17日）
  4. 魔法の薬師と妖魔の兄弟（2016年5月31日）
- スイッチ
  1. 安麻背伝説殺人事件（2014年1月29日）
  2. アナフェマ（2014年3月1日）
  3. 続・第二四〇号広域重要指定事件（2014年4月12日）
  4. 殯の笛（2017年1月2日）

### 一町田松三名義
- 葛籠山探偵社百物語（2020年9月16日）
- ペニーブラッド・インヘリターズストーリー
  1. （2024年12月20日）
  2. （2025年6月27日）